# Marek Dolecki
Marek Dolecki (ur. 12 sierpnia 1943 w Mławie, zm. 10 maja 2015 w Białymstoku) – polski artysta fotograf, uhonorowany tytułem Artiste FIAP (AFIAP). Członek rzeczywisty i Artysta Fotoklubu Rzeczypospolitej Polskiej (AFRP). Członek Związku Polskich Artystów Fotografików.

## Życiorys
Marek Dolecki uprawiał fotografię od 1972 roku. Od 1974 roku był instruktorem fotografii. W latach 1977–1987 był aktywnym członkiem Białostockiego Towarzystwa Fotograficznego, w którym przez kilka kadencji pełnił funkcję członka zarządu. Od 1977 roku aktywnie uczestniczył w wielu wystawach fotograficznych; indywidualnych i zbiorowych, krajowych i międzynarodowych, poplenerowych i pokonkursowych. Brał udział w Międzynarodowych Salonach Fotograficznych (m.in. w Argentynie, Australii, Nowej Zelandii, Szkocji), organizowanych pod patronatem Międzynarodowej Federacji Sztuki Fotograficznej FIAP, zdobywając wiele medali, nagród, wyróżnień, dyplomów i listów gratulacyjnych.
W 1988 roku podjął pracę fotoreportera prasowego, współpracując z gazetami regionalnymi i ogólnopolskimi. Był pedagogiem i nauczycielem w Policealnym Studium Fotografii w Białymstoku. Brał udział w pracach jury, w licznych konkursach fotograficznych. Jego prace zaprezentowano w Almanachu (1995–2017), wydanym przez Fotoklub Rzeczypospolitej Polskiej Stowarzyszenie Twórców.
Uhonorowany Nagrodą Artystyczną Prezydenta Miasta Białegostoku. Odznaczony Medalem św. Brata Alberta. Za fotograficzną twórczość został odznaczony Medalem „Zasłużony Kulturze Gloria Artis”. W 1998 roku Marek Dolecki został przyjęty w poczet członków rzeczywistych Fotoklubu Rzeczypospolitej Polskiej Stowarzyszenia Twórców. Decyzją Komisji Kwalifikacji Zawodowych Fotoklubu RP, otrzymał dyplom potwierdzający kwalifikacje do wykonywania zawodu artysty fotografa, fotografika (legitymacja nr 100). W 2010 roku został członkiem Związku Polskich Artystów Fotografików. W 1989 roku, w uznaniu osiągnięć (na niwie twórczości fotograficznej) został uhonorowany tytułem Artiste FIAP (AFIAP), nadanym przez Międzynarodową Federację Sztuki Fotograficznej FIAP.
Zmarł w Białymstoku 10 maja 2015 roku, po długiej chorobie. Pochowany w dniu 13 maja 2015 roku na cmentarzu w Lewkowie w gminie Narewka.

## Odznaczenia
- Medal Świętego Brata Alberta (1995)[8]
- Srebrny Medal „Zasłużony dla Fotografii Polskiej” (2004)[8][25]
- Brązowy Medal „Zasłużony Kulturze Gloria Artis” (2006)[8][26]

## Publikacje (albumy)
- „Święta Góra Grabarka”[1][21].